# سيلينة عشتاروتية
السيلينة العشتاروتية (باللاتينية: Silene astartes) نوع نباتي يتبع جنس السيلينة من الفصيلة القرنفلية.

## الموئل والانتشار
موطنها بلاد الشام.